# Зандль
Зандль (нем. Sandl) — коммуна (Gemeinde) в Австрии, в федеральной земле Верхняя Австрия.
Входит в состав округа Фрайштадт. Население составляет 1496 человек (на 31 декабря 2005 года). Занимает площадь 58 км². Официальный код — 40616.

## Политическая ситуация
Бургомистр коммуны — Алойс Пильс (СДПА) по результатам выборов 2003 года.
Совет представителей коммуны (нем. Gemeinderat) состоит из 19 мест.
- СДПА занимает 10 мест.
- АНП занимает 8 мест.
- Партия SANDL занимает 1 место.